# Atractus gaigeae
Espèce
Atractus gaigeae  est une espèce de serpents de la famille des Dipsadidae.

## Répartition
Cette espèce se rencontre au Pérou et en Équateur.

## Description
Atractus gaigeae mesure jusqu'à 380 mm. Sa coloration générale est brune et elle présente un collier clair.

## Étymologie
Cette espèce est nommée en l'honneur d'Helen Gaige.

## Publication originale
- Savage, 1955 : Descriptions of new colubrid snakes, genus Atractus, from Ecuador. Proceedings of the Biological Society of Washington, vol. 68, p. 11-20 (texte intégral).